# 四氯化锆
四氯化锆，是一种锆化合物，并且是多种锆盐的前体。

## 结构
与四氯化钛不同，固态的ZrCl4中存在着以锆原子为中心的含有氯桥连接的八面体配位结构。这也就解释了它们在熔点上的巨大差异。这种结构还出现在HfCl4中。当使用路易斯碱进行处理时，Zr-Cl-Zr形式的氯桥会断裂，从而使聚合物分解。例如，四氯化锆可以和含羟基的配体发生氯置换反应，和水反应可生成ZrOCl2。

## 制备
四氯化锆可由氯气与碳化锆（或二氧化锆与碳的混合物）反应制备，再用升华法提纯。

## 性质和用途
四氯化锆是一种弱的路易斯酸，能与五氯化磷形成加合物ZrCl4·PCl5和ZrCl4·2PCl5，或和碱金属或碱土金属氯化物形成六氯锆酸盐。此外，它还可以代替三氯化铝参与傅-克反应和狄尔斯–阿尔德反应。
四氯化锆是用于对二氧化锆和二硼化锆进行化学气相沉积的最重要的前体。它还被用作纺织品防水剂、皮革鞣剂、分析试剂。